# Zinken (Wohnplatz)
Zinken wird im alemannischen Sprachbereich eine Art von Wohnplatz benannt.
Die Grundbedeutung des in vielfältigen Bereichen verwendeten Wortes Zinken ist Spitze oder Zacke. Eine vorwiegend nur im alemannischen Sprachraum vorkommende Verwendung des Begriffes bezieht sich auf die Ausbausiedlung einer Gemeinde, die sich etwas abseits vom Dorfkern in einem Seitental oder einer Talenge in Form einiger zerstreuter Häuser entlangzieht – eben wie eine Zacke vom Dorf abstehend.
Von der Größe und Infrastruktur entspricht der Zinken etwa dem Weiler, der sich aber meist auf einer etwas größeren Fläche ausbreitet und nicht z. B. in einem engen Talabschnitt hinzieht. Im historischen Ortslexikon von Baden-Württemberg finden sich für den Suchbegriff „Zinken“ 622 Orte, die diesen Begriff im Namen tragen oder Zinken als Siedlungsform zugewiesen haben.